# 上草柳
上草柳（かみそうやぎ）は、神奈川県大和市の地名。現行行政地名は上草柳一丁目から上草柳九丁目および大字上草柳。住居表示は、一丁目から九丁目のみ実施済。
上草柳にある「上草柳多目的利用調整池」が、平成5年度手づくり郷土賞（自然とふれあう水辺づくり）を受賞している。

## 地理
大和市中部に位置し、東は深見西、西は海老名市東柏ケ谷、北西は座間市ひばりが丘、南は中央・綾瀬市蓼川、北は西鶴間に接する（特記のないものは大和市）。

### 地価
住宅地の地価は、2023年1月1日の公示地価によれば、上草柳字緑野105番8の地点で16万5000円/m2、上草柳2-3-11の地点で19万5000円/m2となっている。

## 世帯数と人口
2021年10月1日現在（大和市発表）の世帯数と人口は以下の通りである。
| 大字・丁目   | 世帯数    | 人口     |
| ------------ | --------- | -------- |
| 上草柳       | 1,474世帯 | 3,535人  |
| 上草柳一丁目 | 460世帯   | 984人    |
| 上草柳二丁目 | 760世帯   | 1,642人  |
| 上草柳三丁目 | 743世帯   | 1,619人  |
| 上草柳四丁目 | 266世帯   | 632人    |
| 上草柳五丁目 | 66世帯    | 141人    |
| 上草柳六丁目 | 576世帯   | 1,445人  |
| 上草柳七丁目 | 531世帯   | 1,084人  |
| 上草柳八丁目 | 980世帯   | 2,225人  |
| 上草柳九丁目 | 507世帯   | 1,212人  |
| 計           | 6,363世帯 | 14,519人 |

### 人口の変遷
国勢調査による人口の推移。
| 年                 | 人口   |
| ------------------ | ------ |
| 1995年（平成7年）  | 12,566 |
| 2000年（平成12年） | 13,148 |
| 2005年（平成17年） | 13,252 |
| 2010年（平成22年） | 13,377 |
| 2015年（平成27年） | 14,006 |
| 2020年（令和2年）  | 14,511 |

### 世帯数の変遷
国勢調査による世帯数の推移。
| 年                 | 世帯数 |
| ------------------ | ------ |
| 1995年（平成7年）  | 4,569  |
| 2000年（平成12年） | 4,964  |
| 2005年（平成17年） | 5,164  |
| 2010年（平成22年） | 5,326  |
| 2015年（平成27年） | 5,785  |
| 2020年（令和2年）  | 6,258  |

## 事業所
2021年現在の経済センサス調査による事業所数と従業員数は以下の通りである。
| 大字・丁目   | 事業所数  | 従業員数 |
| ------------ | --------- | -------- |
| 上草柳       | 123事業所 | 1,703人  |
| 上草柳一丁目 | 18事業所  | 182人    |
| 上草柳二丁目 | 20事業所  | 165人    |
| 上草柳三丁目 | 28事業所  | 334人    |
| 上草柳四丁目 | 15事業所  | 97人     |
| 上草柳五丁目 | 12事業所  | 68人     |
| 上草柳六丁目 | 40事業所  | 630人    |
| 上草柳七丁目 | 31事業所  | 261人    |
| 上草柳八丁目 | 53事業所  | 493人    |
| 上草柳九丁目 | 13事業所  | 87人     |
| 計           | 353事業所 | 4,020人  |

### 事業者数の変遷
経済センサスによる事業所数の推移。
| 年                 | 事業者数 |
| ------------------ | -------- |
| 2016年（平成28年） | 387      |
| 2021年（令和3年）  | 353      |

### 従業員数の変遷
経済センサスによる従業員数の推移。
| 年                 | 従業員数 |
| ------------------ | -------- |
| 2016年（平成28年） | 4,555    |
| 2021年（令和3年）  | 4,020    |

## 交通
- 国道246号
- 神奈川県道40号横浜厚木線

## 施設
- 泉の森
- 大和市立大野原小学校

## その他

### 日本郵便
- 郵便番号：242-0029[3]（集配局：大和郵便局[15]）